# Server Jeparov
Server Reshatovich Jeparov (krimtatarisch Server Reşat oğlu Ceparov, russisch Сервер Решатович Джепаров Serwer Reschatowitsch Dscheparow, englische Transkription Server Reshatovich Djeparov; * 3. Oktober 1982 in Chirchiq) ist ein ehemaliger usbekischer Fußballspieler krimtatarischer Herkunft. Jeparov wurde zweimal mit dem Titel Asiens Fußballer des Jahres ausgezeichnet und ist Rekordnationalspieler seines Landes.

## Vereinskarriere

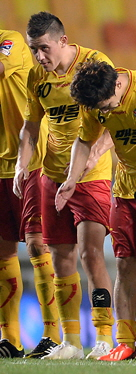
Jeparov im Trikot von Seongnam Ilhwa (2013)

Jeparov begann seine Fußballkarriere in der Jugend seines Heimatvereins Chirchiq. Über Pakhtakor 81, der Jugendabteilung von Pakhtakor Tashkent, kam er 1995 ins Fußballinternat RUOR, welches als Ausbildungsschmiede für usbekische Profifußballer gilt.
Im Jahr 2000 unterschrieb er daraufhin seinen ersten Profivertrag bei Navbahor Namangan. Beim traditionellen Mittelständer in der usbekischen Liga entwickelte er sich schnell zum wertvollsten Spieler und ließ bereits in seiner zweiten Profispielzeit mit einem ausgeprägten Torinstinkt aufhorchen.
2002 folgte der logische Schritt zum usbekischen Rekordmeister Pakhtakor Tashkent, für den er kurzzeitig schon in der Jugend aktiv war. Bei Pakhtakor avancierte ab 2002 zum usbekischen Nationalspieler und gewann mit dem Verein 6 Meistertitel und ebenso viele Cup-Titel in Folge. Bald wurde er als einer der besten usbekischen Spieler aller Zeiten betitelt.
Als im Jahr 2008 der Bunyodkor Taschkent von einem potenten Oligarchen übernommen wurde, versuchte der Verein durch einen immensen finanziellen Aufwand die Vorherrschaft von Pakhtakor zu brechen. Zwar scheiterte der geplante Wechsel des damaligen FC-Barcelona-Stars Samuel Eto’o, doch konnte man in Folge eine Reihe von Spielern wie den früheren brasilianischen Weltmeister Rivaldo oder den U-20 Teamspieler Luizão verpflichten. Als Trainer wurde die Fußballlegende Zico bestellt. Auch vor heimischen Spielern machte Bunyodkor nicht halt und so kam es, dass Djeparov ein Vertragsangebot erhielt, welches er annahm.
Seither führte er die Mannschaft als Kapitän zu zwei Meistertitel und einem Cup-Sieg. 2008 erlebte er seinen vorläufigen Karrierehöhepunkt mit der Wahl zu Asiens Fußballer des Jahres. Zuvor hatte er in 23 Saisonspielen 19 Tore erzielt und 18 vorbereitet. In Folge kam es zu einem Agreement zwischen dem FC Chelsea und dem Asiatischen Fußballverband, welches einen Probemonat von Jeparov und dem frisch zum asiatischen Jugendspieler des Jahres gewählten Ahmed Khalil vorsah. Obwohl Jeparov diese Chance wahrnehmen wollte, wurde sie ihm in der Folge von seinem Arbeitgeber, mit Begründung auf seine Wichtigkeit für die Mannschaft, untersagt.
Im Winter 2010 wurde er zunächst zum FC Seoul ausgeliehen, welcher ihn anschließend fest verpflichtete. Doch bereits im Sommer 2011 wechselte Jeparov für geschätzte 2,250 Millionen US-Dollar nach Saudi-Arabien zu Al Shabab Riad. In Riad erhielt er einen Vertrag bis 2014.

## Nationalmannschaft
Seit 2002 ist Jeparov usbekischer Nationalspieler. In den Jahren 2004 & 2007 erreichte er mit der Nationalmannschaft jeweils das Viertelfinale der Asienmeisterschaft.
Wie schon 2006 scheiterte er mit der Mannschaft auch in der Qualifikation zur Fußball-Weltmeisterschaft 2010 in der zweiten Gruppenphase der AFC-Qualifikation.
Am  1. September 2016  löste er mit seinem 119. Länderspiel Timur Kapadze als usbekischen Rekordnationalspieler ab. Bis September 2017 absolvierte er insgesamt 128 Länderspiele, in denen ihm 25 Torerfolge gelangen, wodurch er viertbester Torschütze der Usbeken ist.

## Erfolge

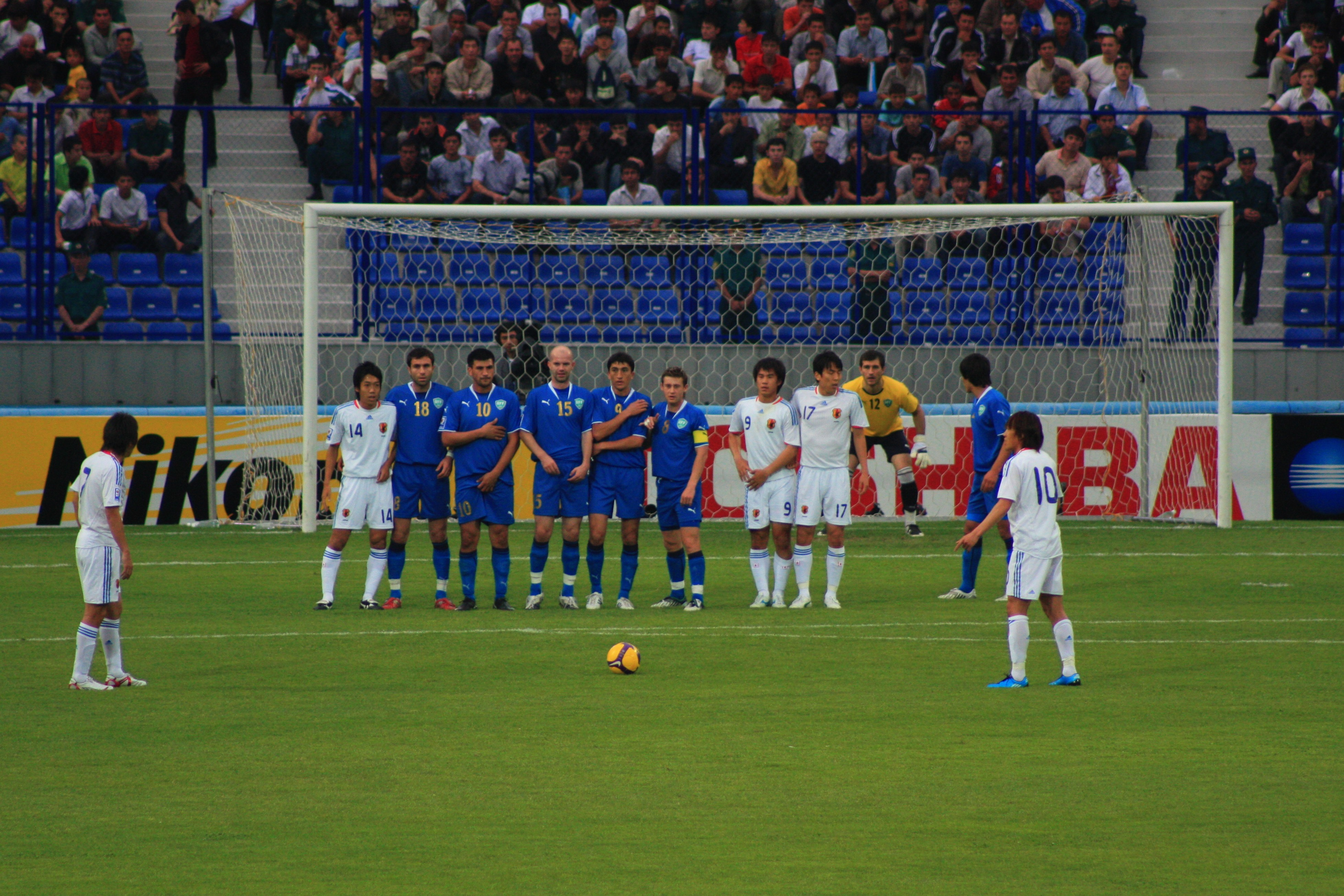
Jeparov als Kapitän von Usbekistan (blau) während eines Länderspiels gegen Japan

### Als Spieler
- 2× Asiens Fußballer des Jahres: 2008[6], 2011
- 3× Torschützenkönig Usbekische Fußballliga: 2006, 2007, 2008

### Im Verein
- 8× Meister Usbekische Fußballliga:  2002, 2003, 2004, 2005, 2006, 2007, 2008, 2009
- 7× Gewinner Usbekischer Pokal: 2002, 2003, 2004, 2005, 2006, 2007, 2008
- 1× AFC Champions League 2008: Halbfinale

### In der Nationalmannschaft
- 2× Viertelfinale Asienmeisterschaft: 2004, 2007